# Liacarus lingulatus
Liacarus lingulatus är en kvalsterart som först beskrevs av Golosova och Ljashchev 1984.  Liacarus lingulatus ingår i släktet Liacarus och familjen Liacaridae. Inga underarter finns listade i Catalogue of Life.